# Talonostrea
Talonostrea is een monotypisch geslacht van tweekleppigen uit de  familie van de Ostreidae.

## Soort
- Talonostrea talonata Li & Qi, 1994